# Spelaeochernes altamirae
Spelaeochernes altamirae är en spindeldjursart som beskrevs av Volker Mahnert 200. Spelaeochernes altamirae ingår i släktet Spelaeochernes och familjen blindklokrypare. Inga underarter finns listade i Catalogue of Life.